# Guy-Elie Boulingui
Guy-Elie Boulingui (ur. 4 kwietnia 1968) − gaboński bokser, olimpijczyk.

## Kariera amatorska
W 1996 reprezentował Gabon na igrzyskach olimpijskich w Atlancie. W pierwszym pojedynku pokonał go Hermensen Ballo, który zwyciężył na punkty (2:6)..